# Harry Brearley

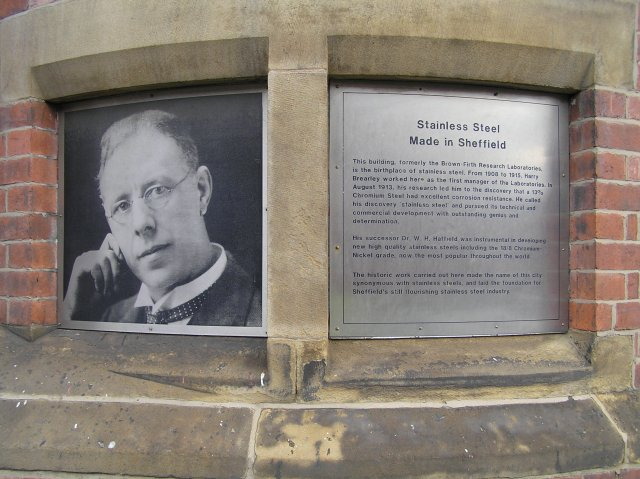
Gedenktafel für Harry Brearley

Harry Brearley (* 18. Februar 1871 in  Sheffield, England; † 12. August 1948 in Torquay) gilt im angelsächsischen Bereich als der Erfinder des rostfreien Stahls, während in Deutschland die Firma Krupp schon ein Jahr vor Brearleys Durchbruch ein Patent auf rostfreien Stahl anmeldete.
Im Alter von 12 Jahren begann er als Arbeiter in einem Stahlwerk, wo er später als Assistent ins Chemielabor versetzt wurde. Neben der Arbeit studierte er zu Hause und in der Abendschule die Stahlproduktionstechniken und chemische Analysemethoden und erwarb eine hohe Reputation. 1908 schlossen sich zwei Stahlfirmen zusammen und gründeten das gemeinsame Forschungslabor Brown Firth Laboratories, das Brearley leitete.
In den Jahren vor dem Ersten Weltkrieg forschte Brearley im Bereich der Stahlproduktion für die Herstellung von Schusswaffen. Die Läufe der Waffen erodierten aufgrund der hohen Temperaturen zu schnell. Am 13. August 1913 fügte Brearley dem Stahl Chrom hinzu und stellte bei späteren Untersuchungen fest, dass der Stahl durch den höheren Schmelzpunkt weniger Verschleiß unter hohen Temperaturen unterlag. Der Chromstahl war zusätzlich resistent gegen Chemikalien. Sein rustless steel war damit auch für die Herstellung von Besteck geeignet.
Der Krieg unterbrach jedoch die weitere Entwicklung. 1915 verließ er wegen Patentstreitigkeiten das Labor und sein Nachfolger wurde Dr. William Herbert Hatfield. Ihm zu Ehren trägt der Mount Brearley in der Antarktis seinen Namen.